# Kürd Eldarbəyli
Kürd Eldarbəyli è un comune dell'Azerbaigian situato nel distretto di İsmayıllı. Conta una popolazione di 762 abitanti.